# Saint-Yrieix-le-Déjalat
Pour les articles homonymes, voir Saint-Yrieix.
Saint-Yrieix-le-Déjalat (Sent Iries lo Desjalat en occitan) est une commune française située dans le département de la Corrèze en région Nouvelle-Aquitaine.
Ses habitants sont appelés les Arédiens.

## Géographie

### Généralités
Commune du Massif central située sur le plateau de Millevaches au confluent de la Corrèze et de la Dadalouze, ainsi que la source du ruisseau de la Gane salée, branche-mère de la Montane se situent sur le territoire communal.

### Communes limitrophes
Saint-Yrieix-le-Déjalat est limitrophe de sept autres communes.
Les communes limitrophes sont  Bonnefond, Chaumeil, Grandsaigne, Péret-Bel-Air, Rosiers-d'Égletons, Sarran et Égletons.
| Grandsaigne | Bonnefond               | Péret-Bel-Air      |
| Chaumeil    | Saint-Yrieix-le-Déjalat | Égletons           |
| Sarran      |                         | Rosiers-d'Égletons |

### Climat
Pour des articles plus généraux, voir Climat de la Nouvelle-Aquitaine et Climat de la Corrèze.
Historiquement, la commune est exposée à un climat montagnard.  
En 2020, Météo-France publie une typologie des climats de la France métropolitaine dans laquelle la commune est exposée à un climat de montagne et est dans la région climatique  Ouest et nord-ouest du Massif Central, caractérisée par une pluviométrie annuelle de 900 à 1 500 mm, maximale en automne et en hiver.
Pour la période 1971-2000, la température annuelle moyenne est de 9,1 °C, avec  une amplitude thermique annuelle de 14,3 °C. Le cumul annuel moyen de précipitations est de 1 411 mm, avec 14,1 jours de précipitations en janvier et 8,8 jours en juillet. Pour la période 1991-2020, la température moyenne annuelle observée sur la station météorologique la plus proche, située sur la commune d'Égletons à 8 km à vol d'oiseau, est de 10,6 °C et le cumul annuel moyen de précipitations est de 1 428,5 mm,. Pour l'avenir, les paramètres climatiques de la commune estimés pour 2050 selon différents scénarios d’émission de gaz à effet de serre sont consultables sur un site dédié publié par Météo-France en novembre 2022.

## Urbanisme

### Typologie
Au 1er janvier 2024, Saint-Yrieix-le-Déjalat est catégorisée commune rurale à habitat dispersé, selon la nouvelle grille communale de densité à 7 niveaux définie par l'Insee en 2022.
Elle est située hors unité urbaine. Par ailleurs la commune fait partie de l'aire d'attraction d'Égletons, dont elle est une commune de la couronne,. Cette aire, qui regroupe 14 communes, est catégorisée dans les aires de moins de 50 000 habitants,.

### Occupation des sols
L'occupation des sols de la commune, telle qu'elle ressort de la base de données européenne d’occupation biophysique des sols Corine Land Cover (CLC), est marquée par l'importance des forêts et milieux semi-naturels (73,2 % en 2018), une proportion sensiblement équivalente à celle de 1990 (73,3 %). La répartition détaillée en 2018 est la suivante : 
forêts (67,8 %), prairies (25,4 %), milieux à végétation arbustive et/ou herbacée (5,4 %), zones agricoles hétérogènes (0,8 %), zones urbanisées (0,7 %).
L'évolution de l’occupation des sols de la commune et de ses infrastructures peut être observée sur les différentes représentations cartographiques du territoire : la carte de Cassini (XVIIIe siècle), la carte d'état-major (1820-1866) et les cartes ou photos aériennes de l'IGN pour la période actuelle (1950 à aujourd'hui).

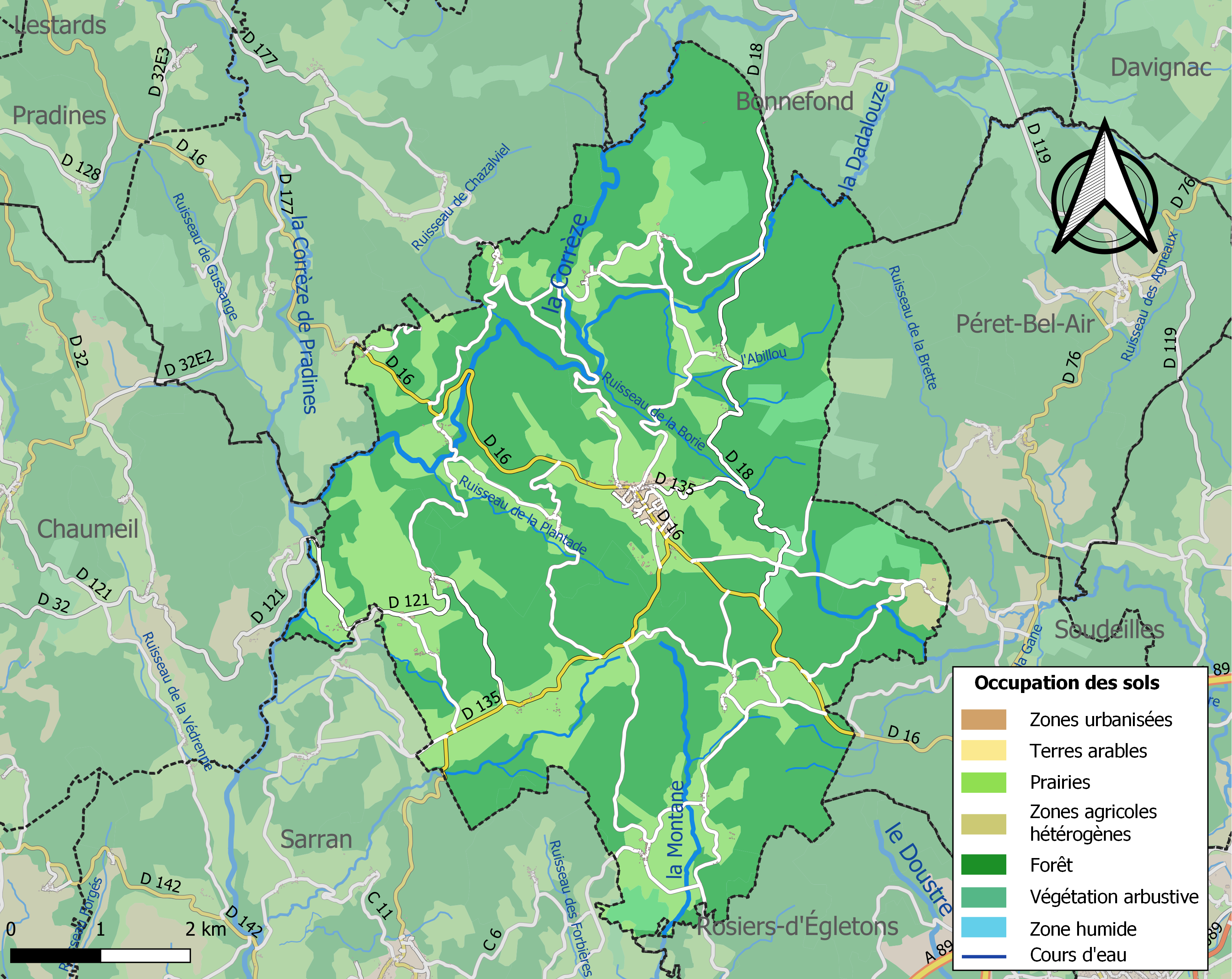
Carte des infrastructures et de l'occupation des sols de la commune en 2018 (CLC).

### Risques majeurs
Le territoire de la commune de Saint-Yrieix-le-Déjalat est vulnérable à différents aléas naturels : météorologiques (tempête, orage, neige, grand froid, canicule ou sécheresse), feux de forêts et séisme (sismicité très faible). Il est également exposé à un risque particulier : le risque de radon. Un site publié par le BRGM permet d'évaluer simplement et rapidement les risques d'un bien localisé soit par son adresse soit par le numéro de sa parcelle.

#### Risques naturels

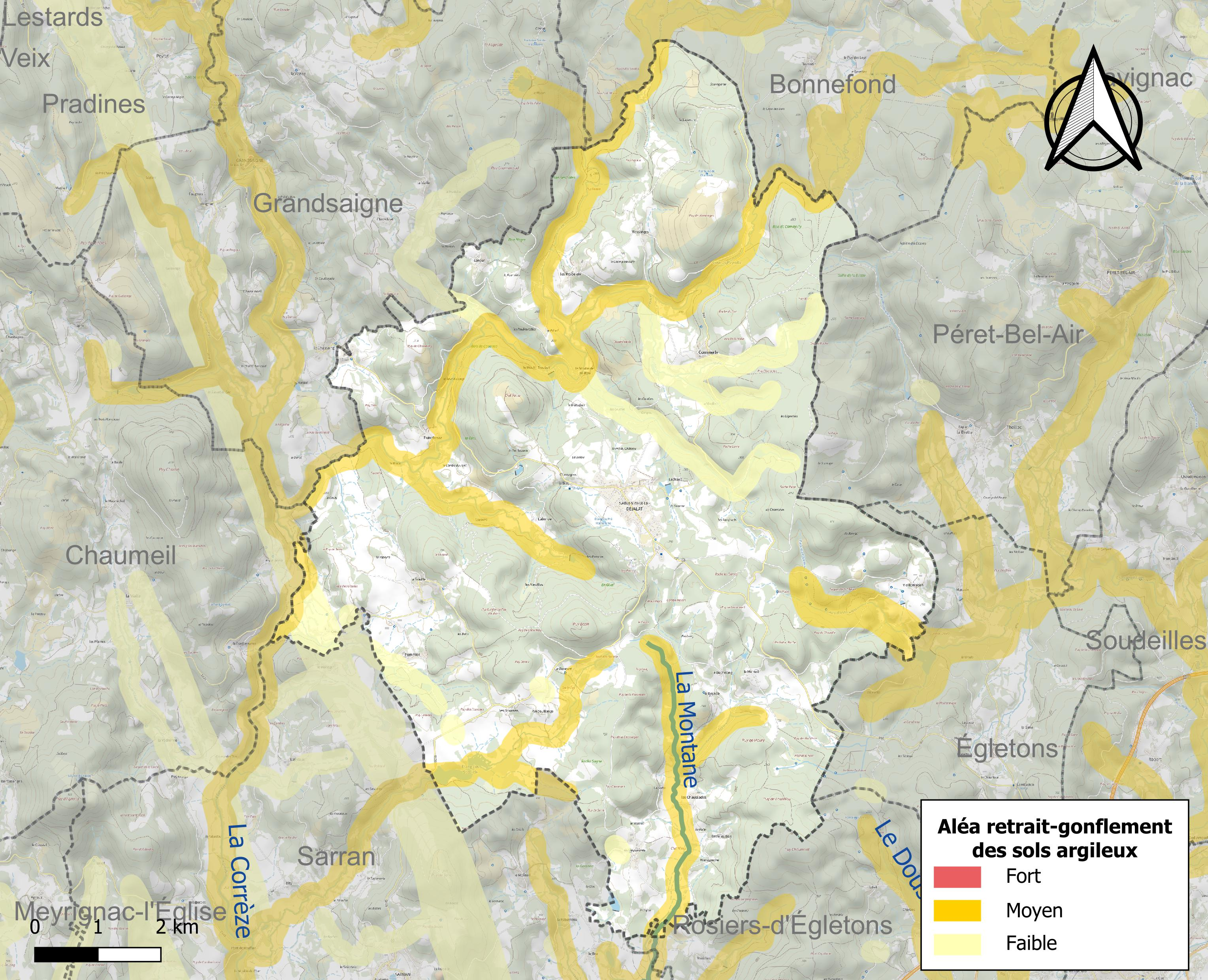
Carte des zones d'aléa retrait-gonflement des sols argileux de Saint-Yrieix-le-Déjalat.

Le retrait-gonflement des sols argileux est susceptible d'engendrer des dommages importants aux bâtiments en cas d’alternance de périodes de sécheresse et de pluie. 16,3 % de la superficie communale est en aléa moyen ou fort (26,8 % au niveau départemental et 48,5 % au niveau national). Sur les 286 bâtiments dénombrés sur la commune en 2019, douze sont en aléa moyen ou fort, soit 4 %, à comparer aux 36 % au niveau départemental et 54 % au niveau national. Une cartographie de l'exposition du territoire national au retrait gonflement des sols argileux est disponible sur le site du BRGM,.
Concernant les feux de forêt, aucun plan de prévention des risques incendie de forêt (PPRIF) n’a été établi en Corrèze, néanmoins le code de l’urbanisme impose la prise en compte des risques dans les documents d’urbanisme. Le périmètre des servitudes d'utilité publique et des zones d'obligation légale de débroussaillement pour les particuliers est quant à lui défini pour la commune dans une carte dédiée. 

#### Risque particulier
Dans plusieurs parties du territoire national, le radon, accumulé dans certains logements ou autres locaux, peut constituer une source significative d’exposition de la population aux rayonnements ionisants. Certaines communes du département sont concernées par le risque radon à un niveau plus ou moins élevé. Selon la classification de 2018, la commune de Saint-Yrieix-le-Déjalat est classée en zone 3, à savoir zone à potentiel radon significatif. 

## Histoire

### Origine du nom
Saint Yrieix (Aredius), mort en 591, était contemporain de Grégoire de Tours. Il fonda à Attanum un monastère qui est à l’origine de la ville murée de Saint-Yrieix-la-Perche. Il se rendit au tombeau de saint Julien de Brioude et en rapporta des reliques, et il alla très souvent prier auprès du tombeau de saint Martin à Tours. Il fit d’ailleurs construire des églises en l’honneur de plusieurs saints dont il était allé chercher les reliques.
Sous la Révolution française, pour suivre un décret de la Convention, la commune change de nom pour Yrieix-le-Déjalat.

## Politique et administration
| Période      | Période      | Identité              | Étiquette | Qualité             |
| ------------ | ------------ | --------------------- | --------- | ------------------- |
| 1793         |              | François Billot       |           |                     |
| 1803         | 05-1814      | François Billot       |           |                     |
| 09-1814      | 04-1815      | Julien Puyraymond     |           |                     |
| 04-1815      | 11-1815      | B. Lespinasse         |           |                     |
| 12-1815      | 05-1816      | Julien Puyraymond     |           |                     |
| 06-1816      | 01-1818      | Martial Bournas       |           |                     |
| 01-1818      | 04-1822      | Julien Puyraymond     |           |                     |
| 04-1822      | 01-1832      | Joseph Bournas        |           |                     |
| 01-1832      | 12-1833      | Nicolas Moneger       |           |                     |
| 01-1835      | 08-1838      | Joseph Bournas        |           |                     |
| 10-1838      | 08-1840      | Martial Bournas       |           |                     |
| 08-1840      | 03-1848      | Nicolas Moneger       |           |                     |
| 04-1848      | 09-1865      | Jean-baptiste Taguet  |           |                     |
| 09-1865      | 12-1868      | François Moneger      |           |                     |
| 1869         | 04-1884      | Célestin Moneger      |           |                     |
| 18-05-1884   | 03-1895      | Jean-baptiste Moneger |           |                     |
| 09-1895      | 05-1900      | François Billiot      |           |                     |
| 06-1900      | 04-1929      | Georges Chabrerie     |           |                     |
| 05-1929      | 07-1939      | Léonard Berjal        |           |                     |
| 07-1939      | 12-1941      | Auguste Crouzette     |           |                     |
| 03-1942      | 07-1944      | Jean Mazaleyrat       |           |                     |
| 10-1944      | 03-1965      | Joseph Martinie       |           |                     |
| 03-1965      | 24-03-2001   | Henri Sabeau          |           |                     |
| mars 2001    | octobre 2014 | Yves Maison           | PS        | Fonctionnaire       |
| octobre 2014 | mai 2020     | Noël Faugeras         |           |                     |
| mai 2020     | En cours     | Romain Chaumeil       |           | Employé de commerce |

## Démographie

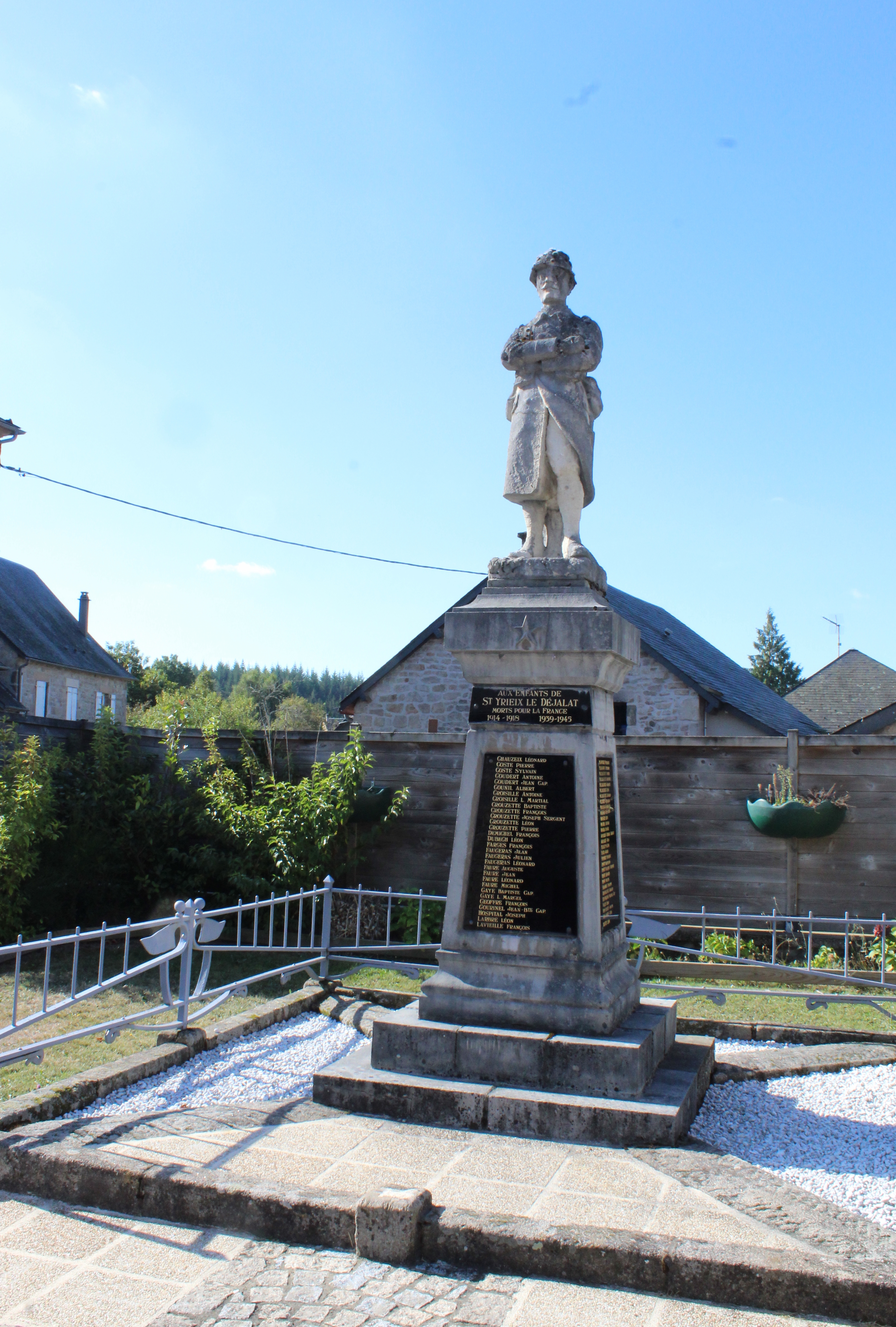
Le monument aux morts.

| 1793  | 1800  | 1806 | 1821 | 1831  | 1836  | 1841  | 1846  | 1851  |
| ----- | ----- | ---- | ---- | ----- | ----- | ----- | ----- | ----- |
| 1 026 | 1 026 | 843  | 846  | 1 001 | 1 110 | 1 093 | 1 158 | 1 185 |

| 1856  | 1861  | 1866  | 1872  | 1876  | 1881  | 1886  | 1891  | 1896  |
| ----- | ----- | ----- | ----- | ----- | ----- | ----- | ----- | ----- |
| 1 140 | 1 135 | 1 196 | 1 184 | 1 234 | 1 272 | 1 308 | 1 401 | 1 359 |

| 1901  | 1906  | 1911  | 1921  | 1926  | 1931  | 1936  | 1946 | 1954 |
| ----- | ----- | ----- | ----- | ----- | ----- | ----- | ---- | ---- |
| 1 425 | 1 361 | 1 409 | 1 120 | 1 105 | 1 012 | 1 006 | 582  | 531  |

| 1962 | 1968 | 1975 | 1982 | 1990 | 1999 | 2006 | 2011 | 2016 |
| ---- | ---- | ---- | ---- | ---- | ---- | ---- | ---- | ---- |
| 509  | 512  | 461  | 448  | 423  | 392  | 403  | 384  | 345  |

| 2021 | 2022 | - | - | - | - | - | - | - |
| ---- | ---- | - | - | - | - | - | - | - |
| 333  | 329  | - | - | - | - | - | - | - |

## Lieux et monuments
- Site de Franchesse
- Maison-Forte de Montamar du XIVe siècle inscrite aux Monuments Historiques le 11/04/1987[26].
- Cascades des Pradeleix
- Croix en granite sur la place inscrite aux Monuments Historiques le 26 janvier 1927[27].
- Église Saint-Yrieix de Saint-Yrieix-le-Déjalat, église des XIIe siècle et XVe siècle.

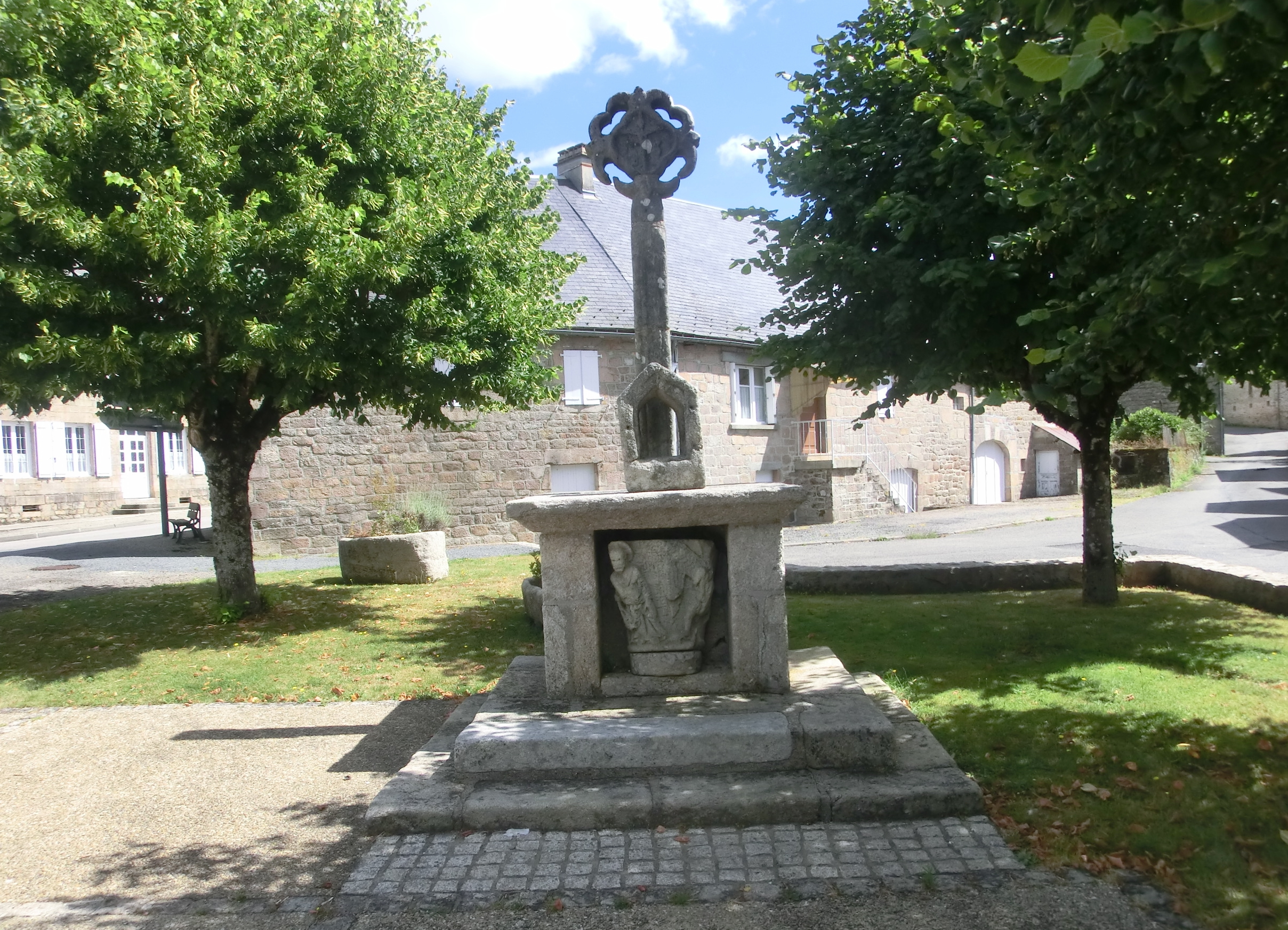
Croix en granite du XVe siècle.
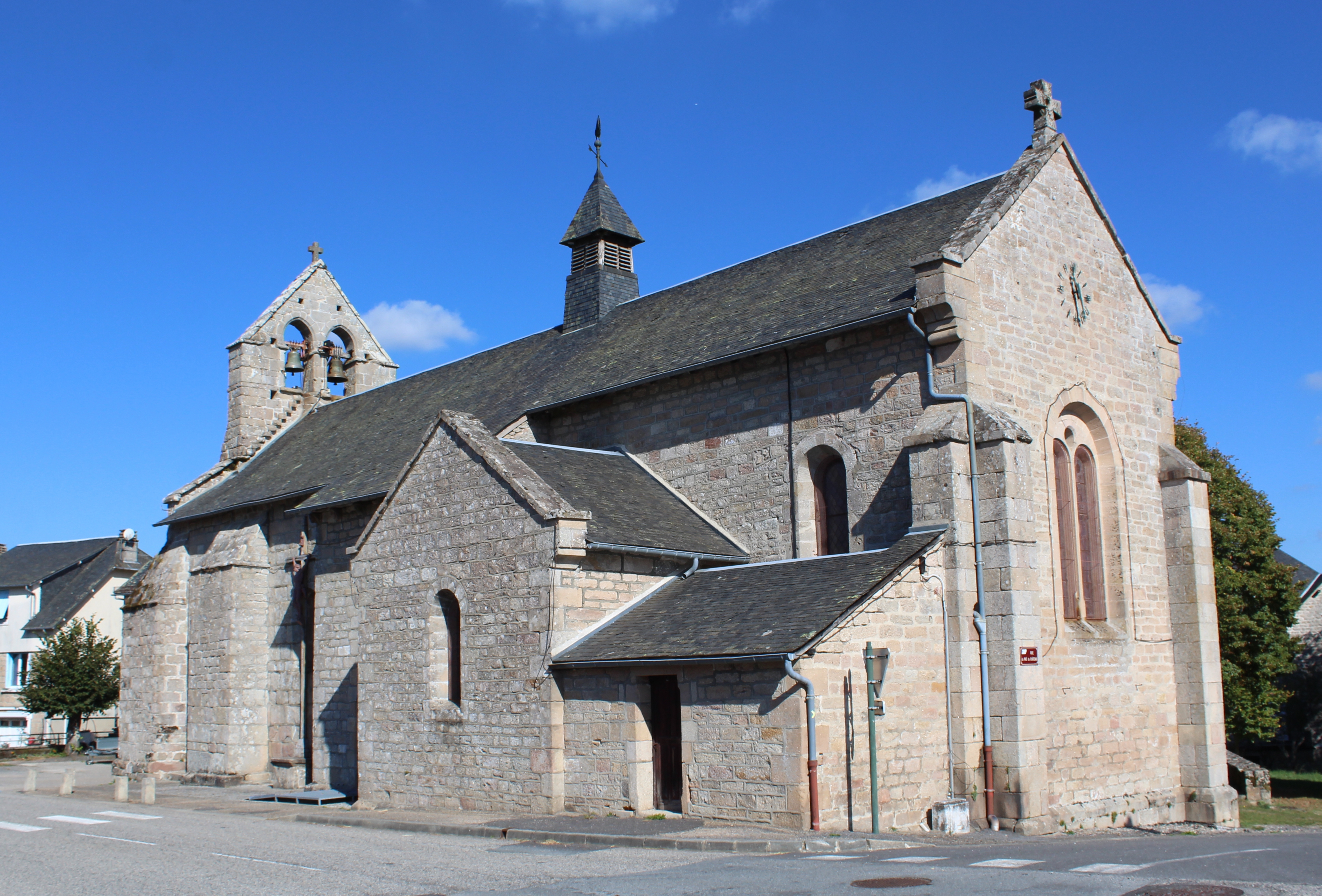
L'église Saint-Yrieix.
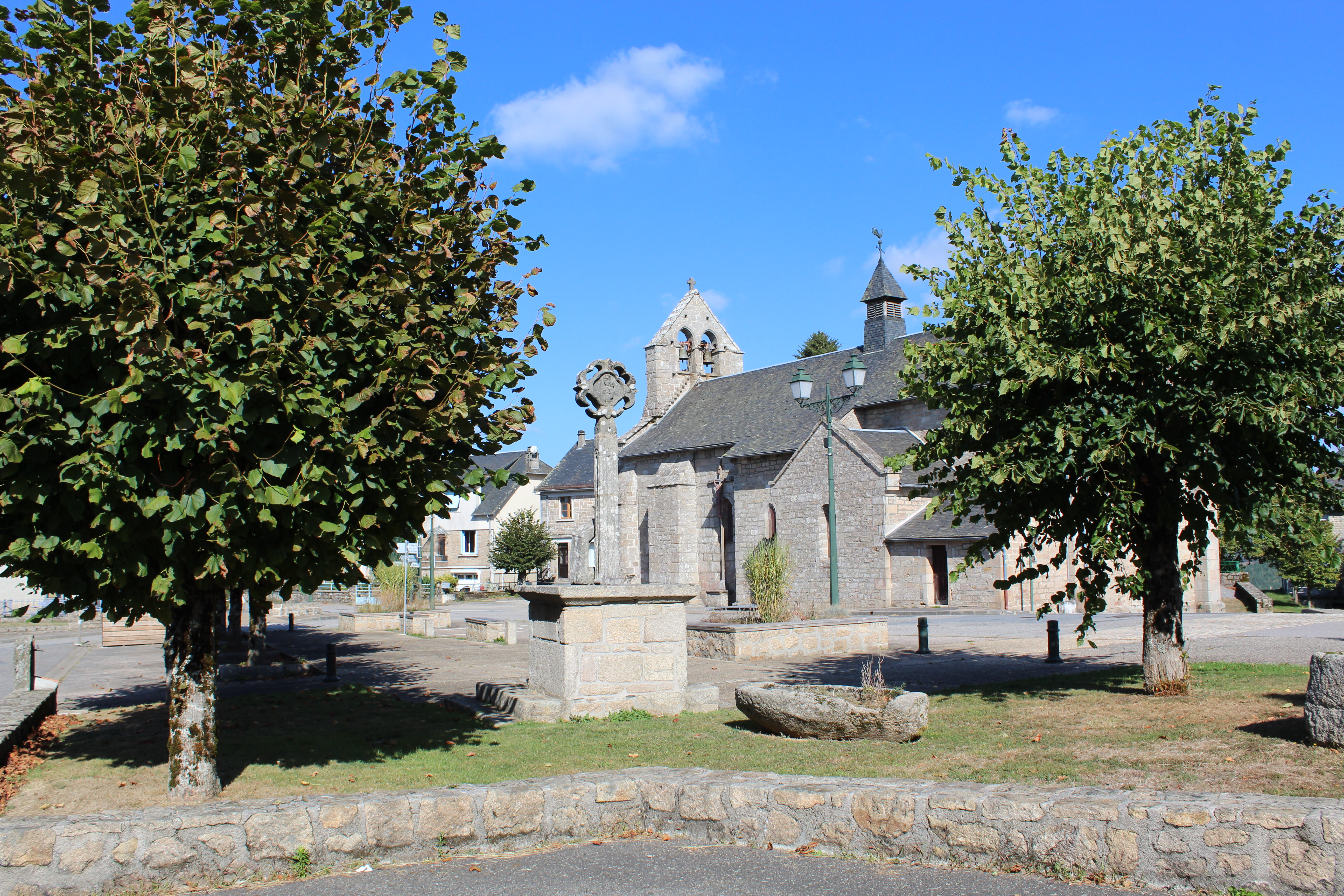
La place.
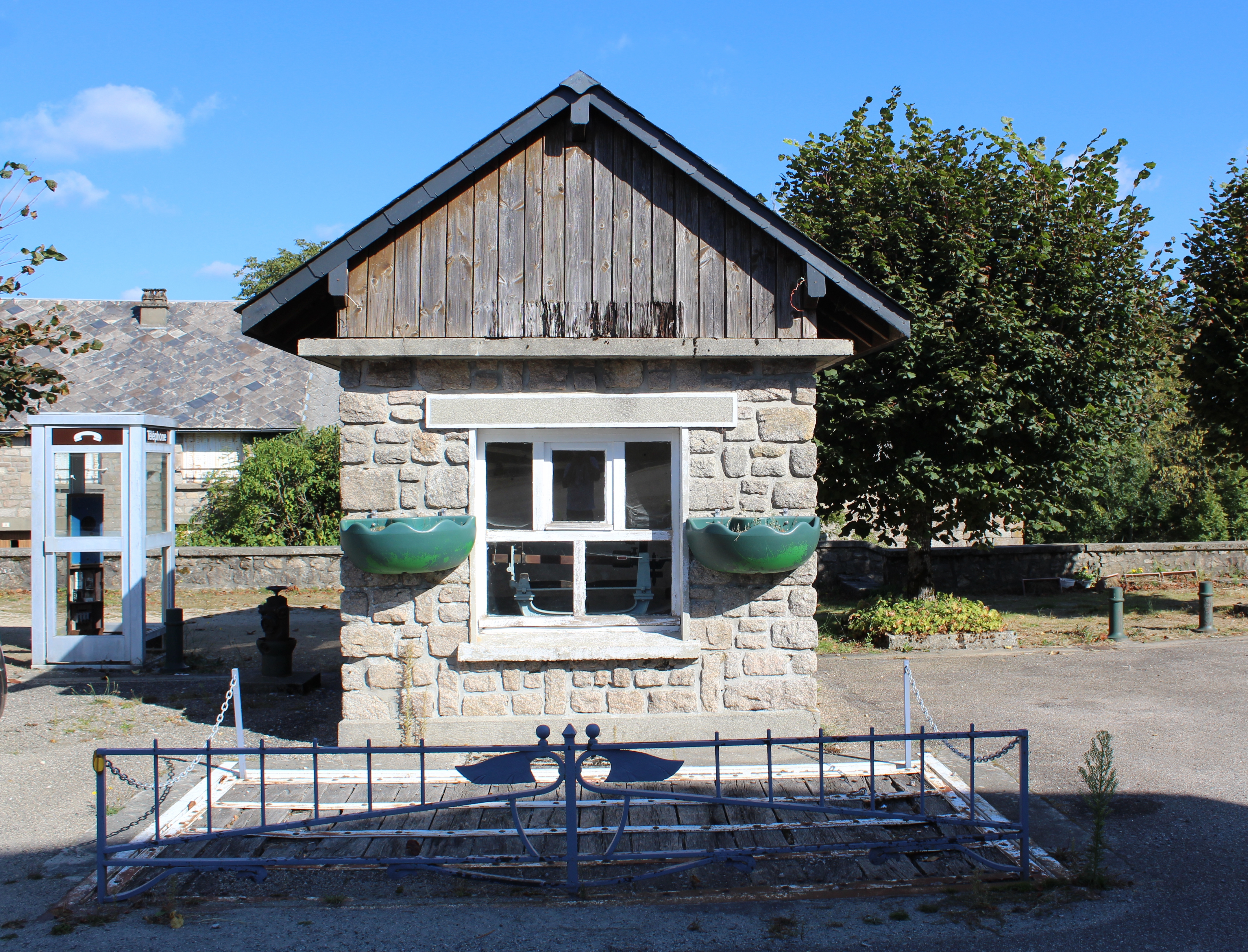
la bascule.

## Héraldique
| Saint-Yrieix-le-Déjalat | Son blasonnement est : De gueules à la bande d'or, au franc-quartier échiquété de gueules et d'or. |